# Nationalmonument (Amsterdam)

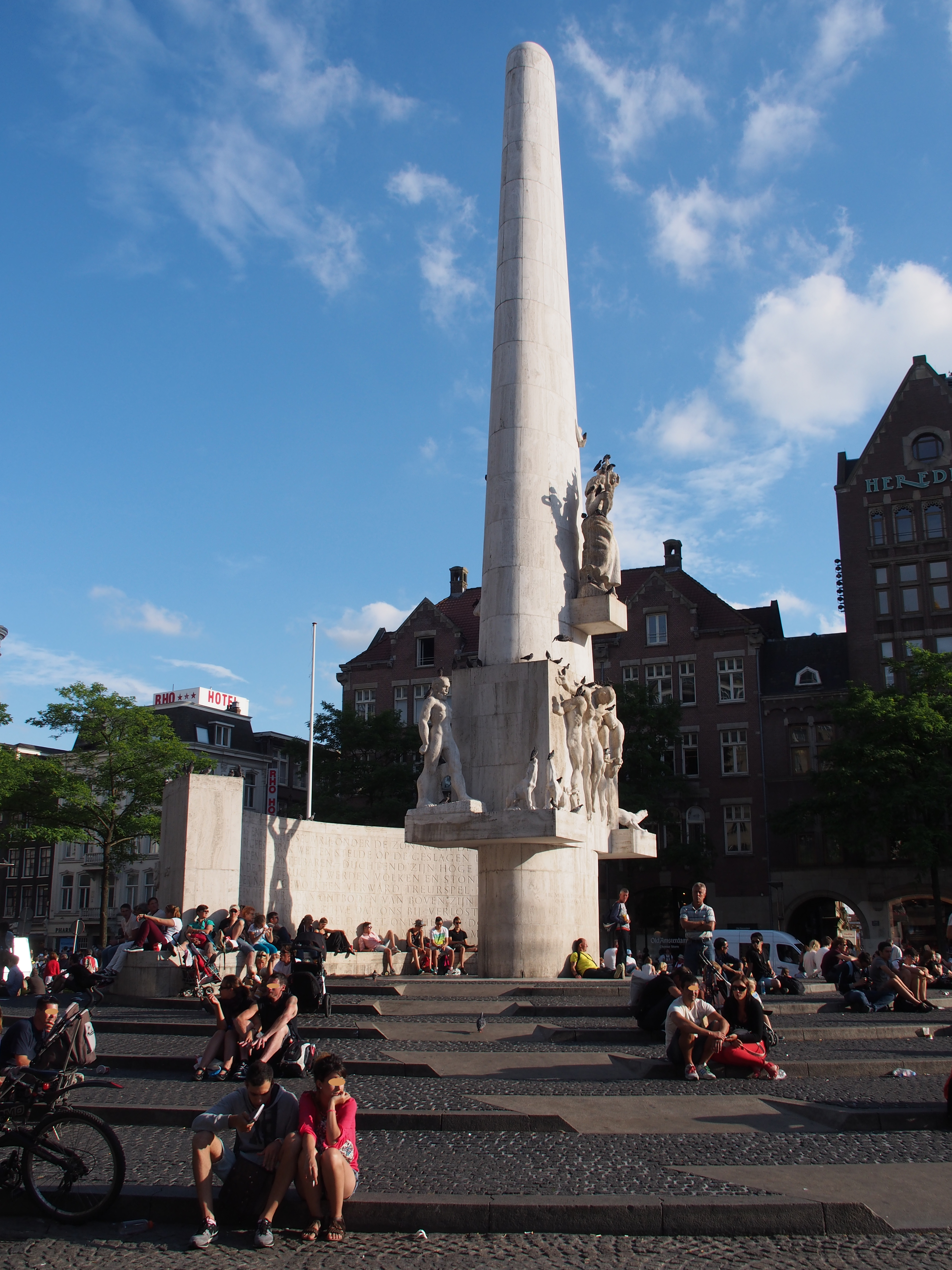
Das Nationalmonument auf dem Dam

Das Nationalmonument ist ein niederländisches nationales Denkmal in der Amsterdamer Innenstadt auf dem Platz Dam, gegenüber dem Königlichen Palast. Es handelt sich um ein aus Beton und Travertin gefertigtes Monument mit einem 22 Meter hohen Obelisken und einer teilweise um diesen geschwungenen Gedenkmauer, das 1956 von dem Architekten J.J.P. Oud entworfen und von dem Bildhauer John Rädecker ausgeführt wurde. Die Reliefs sind von Paul Grégoire. Das Denkmal wurde zum Rijksmonument erklärt.
Das Denkmal ist Mahnmal für die Opfer der deutschen Besetzung im Zweiten Weltkrieg und Monument der Befreiung und des Friedens. Die Skulpturen symbolisieren Krieg (durch vier männliche Figuren), Frieden (Frau und Kind) und Widerstand (zwei Männer mit jaulenden Hunden) und tragen die Botschaft:
„Nie wieder!“
Im Sockel des Pylons sind zwölf Urnen mit Erde aus den (damaligen) elf niederländischen Provinzen und aus Indonesien eingelassen (die Provinz Flevoland gab es noch nicht, als das Monument errichtet wurde). Die Inschrift lautet:
„Aarde, door het offer gewijd, samengebracht uit gans het land, teken tot in verren tijd van heugenis en vasten band.“
(Erde, durch Opfer geweiht, zusammengetragen aus dem ganzen Land, ein Zeichen bis in ferne Zeit von Erinnerung und unerschütterlichem Band.)
Auf der Innenseite der Mauer ist ein Gedicht des niederländischen Dichters A. Roland Holst, einem Freund Rädeckers, angebracht.
Vor dem Denkmal stehen noch zwei Löwenfiguren – Symbol der Niederlande – von Jan Willem Rädecker, dem Sohn von John Rädecker.
Das Nationalmonument steht jährlich im Mittelpunkt des niederländischen Volkstrauertages (Nationale Dodenherdenking) am 4. Mai, wenn der niederländische König einen Kranz niederlegt und abends um 20 Uhr zwei Schweigeminuten im ganzen Land eingehalten werden. Eingeweiht wurde es von Königin Juliana am 4. Mai 1956. In der restlichen Zeit des Jahres ist das Denkmal, das im niederländischen Volksmund auch pijpie krijt (Kreidestift) genannt wird, ein beliebter Treffpunkt von Jugendlichen und Touristen.
1995 kam es in den Medien landesweit zu Aufregung, als das Denkmal dringend restauriert werden musste und ausgerechnet eine deutsche Firma die internationale Ausschreibung gewann und die Arbeiten ausführte. Über die Restaurierung entstand 1999 der 54-minütige Film „Het Monument“.
Im Mai 2007 wurden weitere Arbeiten fertiggestellt, die einen einfacheren Zugang für Behinderte ermöglichen.
Bis 1914 stand auf dem Platz ein anderes Denkmal, De Eendracht („die Eintracht“), von Louis Royer.